# Štírek knihový
Štírek knihový (Cheiridium museorum) je malý druh štírka. Dorůstá velikosti 1,2 až 1,5 mm a vzhledem může připomínat klíště. Štírek knihový má čtyři páry nohou a makadla (pedipalpy), zakončená klepítky. Je vybaven jedovými žlázami. Žije pod kůrou stromů, ale i synantropně ve starších domech. V ČR žije více než dvacet druhů štírků.

## Popis
Má nestejnočlenně článkované tělo. Nejmohutnější končetiny, makadla, jsou zakončeny klepítky a ústí do nich jedová žláza. Chelicery má též klepítkovité a ústí na nich snovací žlázy. Dýchá vzdušnicemi. Zadeček je oválného tvaru, navazuje na hlavohruď a jeho články jsou stejně široké.

## Biologie a výskyt
Má nejraději suchá místa, v listnatých lesích, v parcích, ale také v hospodářských budovách, starých domech, skladech či archivech. Žije pod kůrou stromů, v dutinách stromů, ptačích hnízdech či budkách a synantropně také v domácnostech. Podle častých nálezů v archivech a knihovnách dostal své české jméno. Živí se různými roztoči, pisivkami, chvostoskoky a jinými drobnými členovci.
Stejně jako hojnější štírek domácí není lidem nebezpečný, jeho klepítka lidskou kůži neprokousnou a je hodnocen jako člověku užitečný.

## Reprodukce
Nemají žádné speciální kopulační orgány. Sameček vypouští z pohlavního otvoru spermatofor. Spermatofor je obalený tuhnoucím sekretem, který též vytváří dlouhou stopku ukotvující spermatofor k podkladu. Samička si spermatofor nasune do svého pohlavního otvoru. Během tohoto procesu probíhá zvláštní rituál, kdy se samice se samečkem navzájem drží makadly. Pohlavní otvor se nalézá na 8. článku těla stejně jako u pavouků.

## Rozšíření a ochrana
Jedná se o běžný evropský druh, rozšířený téměř v celé Evropě.
Štírek knihový není chráněn.